# Bear Rocks
Bear Rocks es un lugar designado por el censo ubicado en el condado de Fayette en el estado estadounidense de Pensilvania. En el año 2010 tenía una población de 1.048 habitantes.

## Geografía
Bear Rocks se encuentra ubicado en las coordenadas 40°7′36″N 79°27′53″O / 40.12667, -79.46472.